# Bibliomanzia
La bibliomanzia è un metodo di divinazione per mezzo di libri; si tratta di una forma di sticomanzia ossia estrazione a sorte di una frase da interpretare come responso della consultazione.

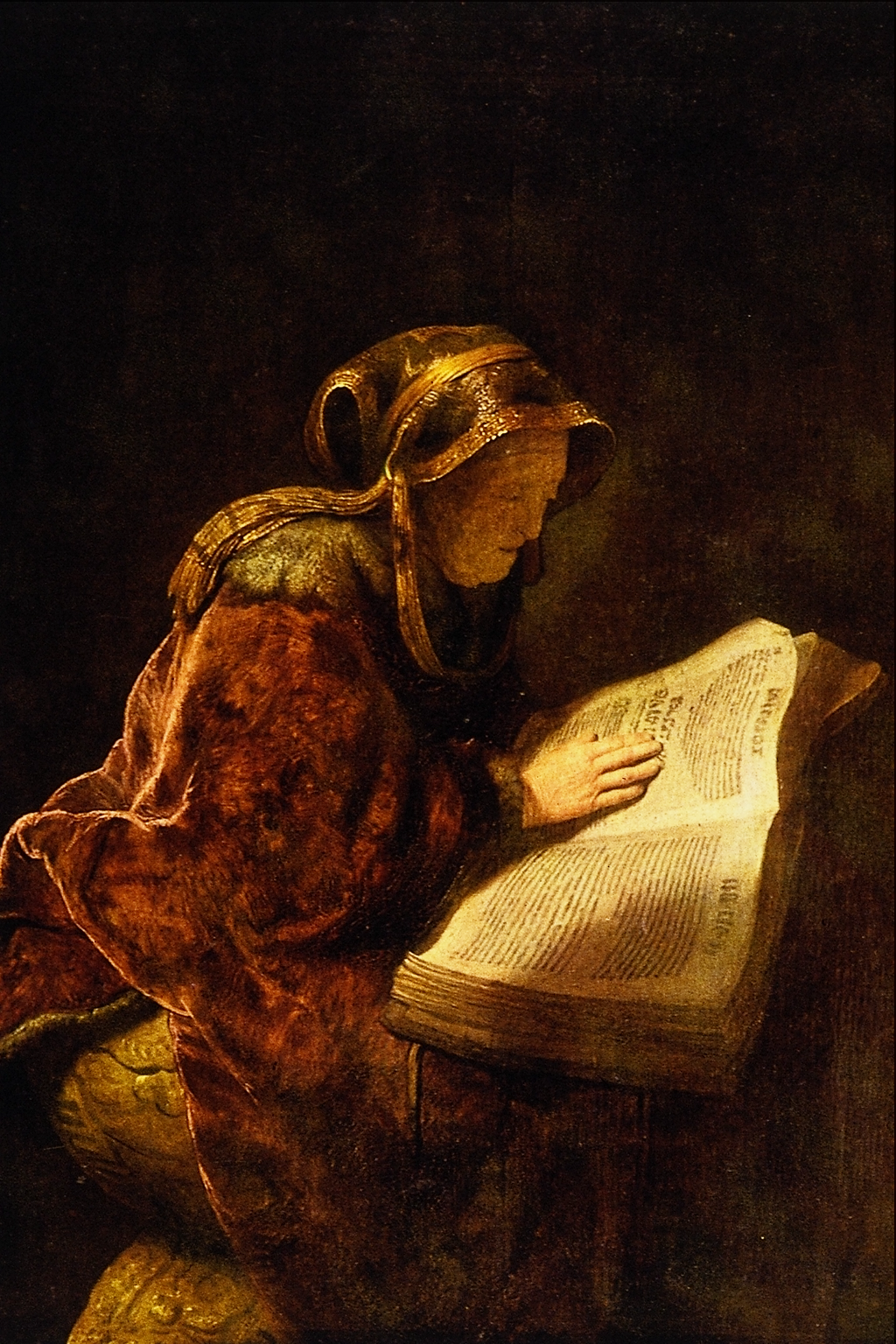
La profetessa Anna che consulta la Bibbia (Rembrandt, olio su tavola, 1631)

Tutto ciò che occorre è un libro, di solito un libro considerato sacro, profetico o ispirato. L'indovino (che può essere lo stesso consultante) formula una domanda, apre il volume a caso e legge la prima frase o il primo paragrafo su cui posa lo sguardo; un metodo alternativo è quello di chiudere gli occhi e indicare un punto della pagina: la frase così sorteggiata è considerata una risposta o un commento all'interrogativo posto. I primi testi ad essere usati in epoca greca furono quelli omerici, a cui in seguito si aggiunse l'Eneide di Virgilio in epoca romana, che con l'avvento del Cristianesimo furono sostituite dalla Bibbia. Questa pratica continuò anche in età moderna, e fu usata ad esempio da Petrarca.
Spesso in occidente, soprattutto in ambito protestante, si usa questo termine per indicare che per questa pratica si utilizza la Bibbia. Un altro termine utilizzato è stoicheomanzia, quando il libro è un'opera di Omero o Virgilio.

## Storia
Le origini di questa pratica risalgono alla civiltà greca, dove si utilizzavano i testi di Omero, Esiodo ed Eraclito.
I romani accolsero la bibliomanzia tra le proprie pratiche, denominate Sortes, aggiungendovi anche Virgilio.
Con l'avvento del Cristianesimo si iniziò ad usare la Bibbia per quelle che furono chiamate Sortes Sanctorum o Apostolorum («sorte dei santi» o «degli apostoli»). Come molte pratiche divinatorie anche la bibliomanzia fu condannata dai vescovi nei primi secoli dell'era cristiana, ma (forse per rispetto al libro sacro per eccellenza) la condanna non fu mai vigorosa e nel V secolo lo stesso Sant'Agostino la tollerava.
Nonostante la condanna ribadita dal Concilio di Orléans del VI secolo, la bibliomanzia con la Bibbia continuò ad essere praticata e nell'VIII secolo si arrivò a vietarla esplicitamente ai membri del clero, pena la scomunica.

### Esempi
Un episodio di bibliomanzia viene narrato da Sant'Agostino nelle Confessioni a proposito della sua conversione: mentre era raccolto in meditazione, gli parve di udire voci di bimbi che, giocando all'esterno, dicevano tolle, lege ("prendi e leggi"). A quel punto, avrebbe aperto a caso un libro della Bibbia che aveva con sé e gli occhi gli sarebbero caduti sulla frase di San Paolo: «Comportiamoci onestamente, come in pieno giorno: non in mezzo a gozzoviglie e ubriachezze, non fra impurità e licenze, non in contese e gelosie. Rivestitevi del Signore Gesù Cristo e non seguite la carne nei suoi desideri» (Lettera ai Romani 13, 13-14). La lettura di questa frase sarebbe stata decisiva per la sua decisione di convertirsi.
Analogamente, nella biografia di San Francesco scritta da San Bonaventura, si tramanda che quando il suo primo seguace, Bernardo di Quintavalle, volle accostarsi ad una vita secondo i dettami di Francesco, quest'ultimo, per conoscere la volontà divina in proposito avrebbe aperto a caso tre volte i Vangeli (in onore della Trinità), imbattendosi nei tre passi seguenti:
1. Se vuoi essere perfetto, va', vendi tutto quello che hai e dallo ai poveri
2. Non portate niente durante il viaggio
3. Chi vuol venire dietro a me, rinneghi se stesso, prenda la sua croce e mi segua

Questi tre passi sarebbero quindi stati alla base della regola di San Francesco.